# 廣瀬聡子
廣瀬 聡子（ひろせ さとこ、1993年9月17日 - ）は、日本の元グラビアアイドルである。
福岡県出身。2015年7月まで平野 聡子（ひらの さとこ）としてマーブルに所属。2015年12月8日に廣瀬聡子として再デビュー。ASCHE所属。愛称はさとにゃん。

## 略歴
- 2010年9月 忍者系アイドルユニット・桜組2期生に桜さとことして加入、2ヵ月間活動する。
- 2011年5月 平野聡子としてグラビアデビュー。
- 2012年3月 日テレジェニック2012候補生に選出され「アイドルの穴」に第11週目まで出演。準日テレジェニック2012・ベストファイト賞受賞。
- 2012年10月 「サンスポアイドルリポーター」（SIR）2期候補生に選出。
- 2013年1月 「サンスポアイドルリポーター」グランプリを獲得し正式加入。
- 2015年7月13日　卒業ライブをもってサンスポアイドルリポーターを卒業。芸能活動を休止。
- 2015年12月8日  ASCHE（アッシュ）に所属。廣瀬聡子として芸能活動再開。[2]
- 2018年9月に引退した。

## 人物
- 博多弁を駆使して喋る。
- 子役時代にCMに出演していた。
- 趣味はお酒、写真を撮ること。特技はヴァイオリン。
- 芸能活動を休止後に染めているが、髪の毛を染めないポリシーを持っていた。
- 東京ディズニーリゾートが大好きで1人で1日中過ごせる。年間パスポート所持。お気に入りはグーフィー、ピノキオ、くまのプーさん。
- 自他ともに認めるアイドルオタクで、好きなアイドルはモーニング娘。（特に道重さゆみ）、Juice=Juice（特に宮本佳林）などハロプロ系のほか、THE ポッシボー（現：チャオ ベッラ チンクエッティ）、LinQなど多数。SIRとして出演したTOKYO IDOL FESTIVAL 2013 では、自らの出演時間の合間を縫って、他のアイドルのステージを見て回った。
- SIRでのイメージカラーは緑。キャッチコピーは1年目が「最年少のグリーンモンスター」、2年目から「欲張りなグリーンモンスター」（候補生時代は「博多のあま〜いグラビアアイドル」）であった。
- グラビアアイドルが接客する渋谷のカフェ「ココナッツステージ（旧・ココナッツラウンジ）」に不定期で出演している。
- 2014年3月、立教女学院短期大学を卒業したことを公表[3]。小学校・中学校・高等学校・短期大学と14年間を女子校で過ごしている。

## 作品

### 映像作品
「平野聡子」名義
- ぴゅあはいすくーる（2011年5月27日 オルスタックピクチャーズ）[4]
- また会えたね！！（2012年4月20日 M.B.D）
- SILKY 18（2012年12月7日 グラッソ）[5]
- 同級生（2013年6月30日 BNS）[6]
- ノーブル・ホワイト（2013年10月25日 竹書房）[7]
- 乳白色(みるくいろ)の誘惑（2014年1月25日 QH映像）[8]
- 想い出ミルキー（2014年4月17日 ギルド）
- さところいど（2014年7月31日 BNS）
- はちみつBODY (2014年12月19日 グラビジョン)
- ラストグラビア (2015年9月25日 エアーコントロール)

「廣瀬聡子」名義
- 聡子先生とヒミツのコト（2016年4月22日 イーネット・フロンティア）
- ラストグラビア (2016年12月25日 エアーコントロール)

## 出演

### テレビ
- 美少女時計 （2010年9月 エンタ!371）
- サーチワングランプリ （2012年2月〜 エンタ!371）
- アイドルの穴〜日テレジェニックを探せ!〜（2012年4月〜6月 日本テレビ）
- トップアイドル育成バラエティD☆D （テレビ埼玉、チバテレビ、テレビ神奈川）
- パチンコ★パチスロTV! （スカパー!）
- 今夜もドル箱V（テレビ東京、2015年2月24日）
- 真夜中のおバカ騒ぎ!（チバテレビTOKYO MX、2016年4月〜10月）
- 有吉ジャポン 成り上がりジャポン第3弾～夜カフェ編～（TBS、2016年6月～9月）

### 舞台
太字表記は主演またはヒロイン作品
- 劇団空感エンジン「オサエロ」 （2011年12月14日〜18日、てあとるらぽう）
- girls museum presents「Short Sweet Story 〜夏休み編〜『やきそば』」（2012年8月30日〜9月2日、タイニイアリス）
- 劇団Winday's旗揚げ公演「here goes nothing 〜やらなきゃ始まらねぇ〜」（2012年10月16日〜10月21日、萬劇場）
- girls museum presents「Short Sweet Story 〜芸術の秋編〜『13月のパレット』」 （2012年11月15日〜11月18日、絵空箱）
- 劇団空感エンジン「PRIDE」（2012年12月6日〜10日、両国Air studio）
- GOCCO Presents「へなちょこヴィーナス」（2013年4月17日〜21日、下落合TACCS11179）
- A☆ct Stage Vol.4「ASU」（2013年8月8日〜11日、南大塚ホール）[9][10]
- 演劇ユニットランニング「雨のち晴れ」（2014年4月23日〜27日、ザムザ阿佐谷）
- スターダムプロモーション主催「SPLIT DECISION」（2014年6月6〜8日、築地ブディストホール）
- スターダムプロモーション主催「たゆたう」（2014年8月7,9日 高円寺・明石スタジオ）
- ワイアールジャパンプロデュース「ある女の、ある物語」(2014年10月23,24日 サンモールスタジオ)

### ネット配信
- SIRアミューズメント放送局 アイドルリポーターのキセキ（下北FM／ニコニコ生放送公式チャンネル）2012年11月〜2013年3月7日
- SIRアミューズメント放送局「開店!SIRの生カフェ」（ニコニコ生放送公式チャンネル）2012年11月2日〜2014年10月31日
- SIRパチンコ放送局「新装開店!SIRの生パチ!」（ニコニコ生放送公式チャンネル）- 2014年11月7日〜
- プリンセスコレクション
- イワタブログ: 若い勢いがどう動いても美しく絵になる。聡子の抜群の勘の良さは女優向き。（イワタ 談）[11]
- 「ビジュアルウェブS 〜乙女学院〜 *32」（Pigooオンデマンド：エンタ!959）2013年6月[12]

### Music Video
- ヒサノ 「雪のコスモクロック」（2011年）映像 - YouTube
- サンスポアイドルリポーター SIR多数

## 書籍

### 雑誌
- 週刊プレイボーイ （2012年9月24日号、集英社）
- 週刊ヤングジャンプ （2013年2月14日号、集英社）
- 漫画アクション （2014年4月1日号、双葉社）